# Мандрелі

Свердловинна камера з розміщеним в ній газліфтним клапаном
1 — муфта; 2, 5 — патрубок; 3 — кулачковий фіксатор; 4 — газліфтний клапан

Мандрелі — обладнання газліфтних нафтових свердловин — ексцентричні свердловинні камери, призначені для розміщення в них газліфтних клапанів (рис. 1). Мандрелі мають посадкові кишені, в яких газліфтні клапани, що спускаються з поверхні на дроті, ущільнюються верхнім і нижнім еластичними нафтостійкими кільцями і фіксуються стопорними пружинними засувками. Із зовнішнього боку мандрелі мають отвори, розташовані між ущільнюючими кільцями, які слугують для підведення закачуваного газу до клапана. Ексцентричні камери виготовлені таким чином, що прохідний переріз НКТ та їх співвісність зберігаються.
Інструмент, що дозволяє завести в мандрель газліфтний клапан, а також витягти його з мандреля — спеціальний екстрактор. Для орієнтації екстрактора у верхній частині мандреля встановлена спеціальна направляюча втулка, що дозволяє направити інструмент в посадкову кишеню. Екстрактор має підпружинені шарнірні з'єднання, які дозволяють точно завести клапан у посадкову кишеню мандреля. На нижньому кінці екстрактора є захоплюючий пружинний пристрій, який звільняє (захоплює) головку газліфтного клапана, що знаходиться в кишені. Екстрактор спускається всередину колони НКТ на дроті.